# Умами
Ума́ми (яп. 旨味 умами, «приятный вкус») — вкус высокобелковой пищи, выделяемый в самостоятельный, пятый вкус в Китае, Японии и других странах Дальнего Востока. Ощущение «умами» создают глутаматы — соли глутаминовой кислоты — широко используемые в качестве вкусовых добавок, а также некоторые аминокислоты; все они являются пищевыми добавками группы Е600-Е699. Из-за того, что человеческий язык имеет L-глутаматные рецепторы, учёные считают умами отдельным вкусом, а не комбинацией.

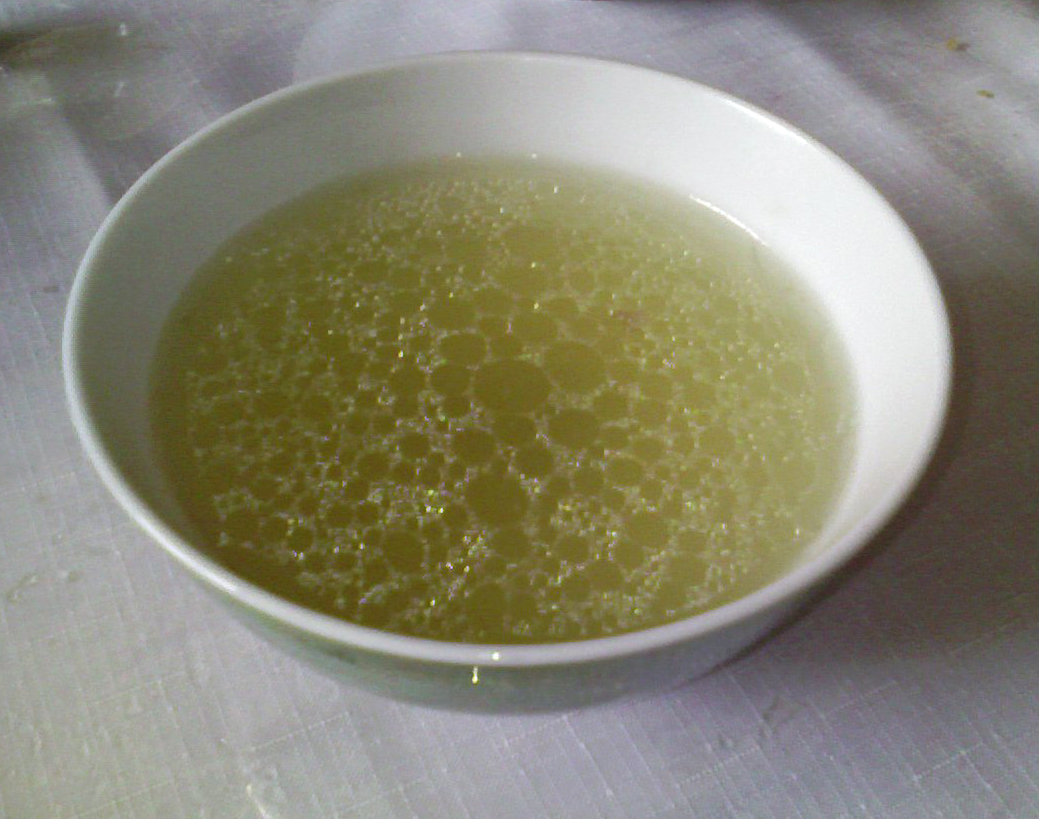
Мясной бульон

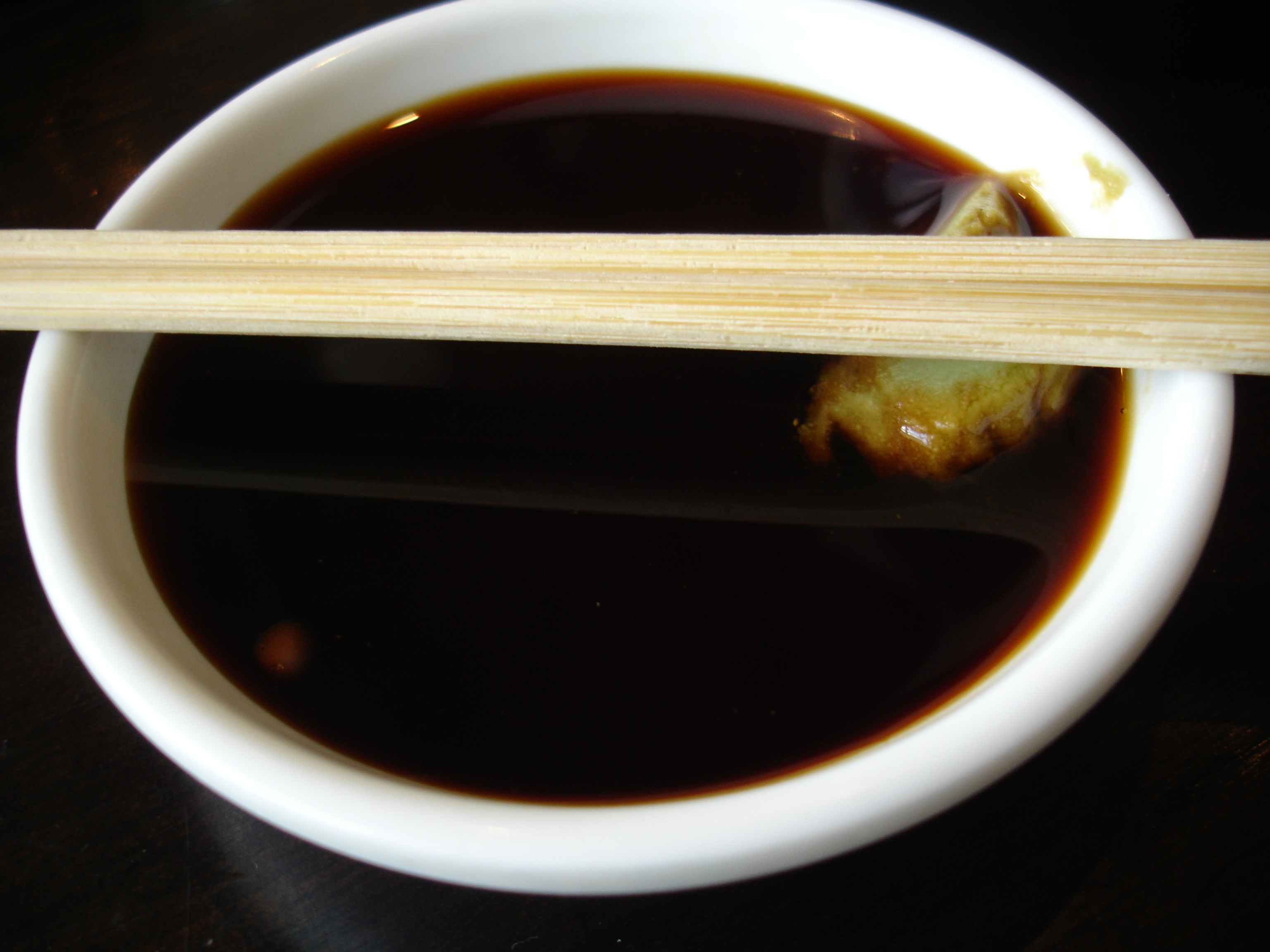
Соевый соус

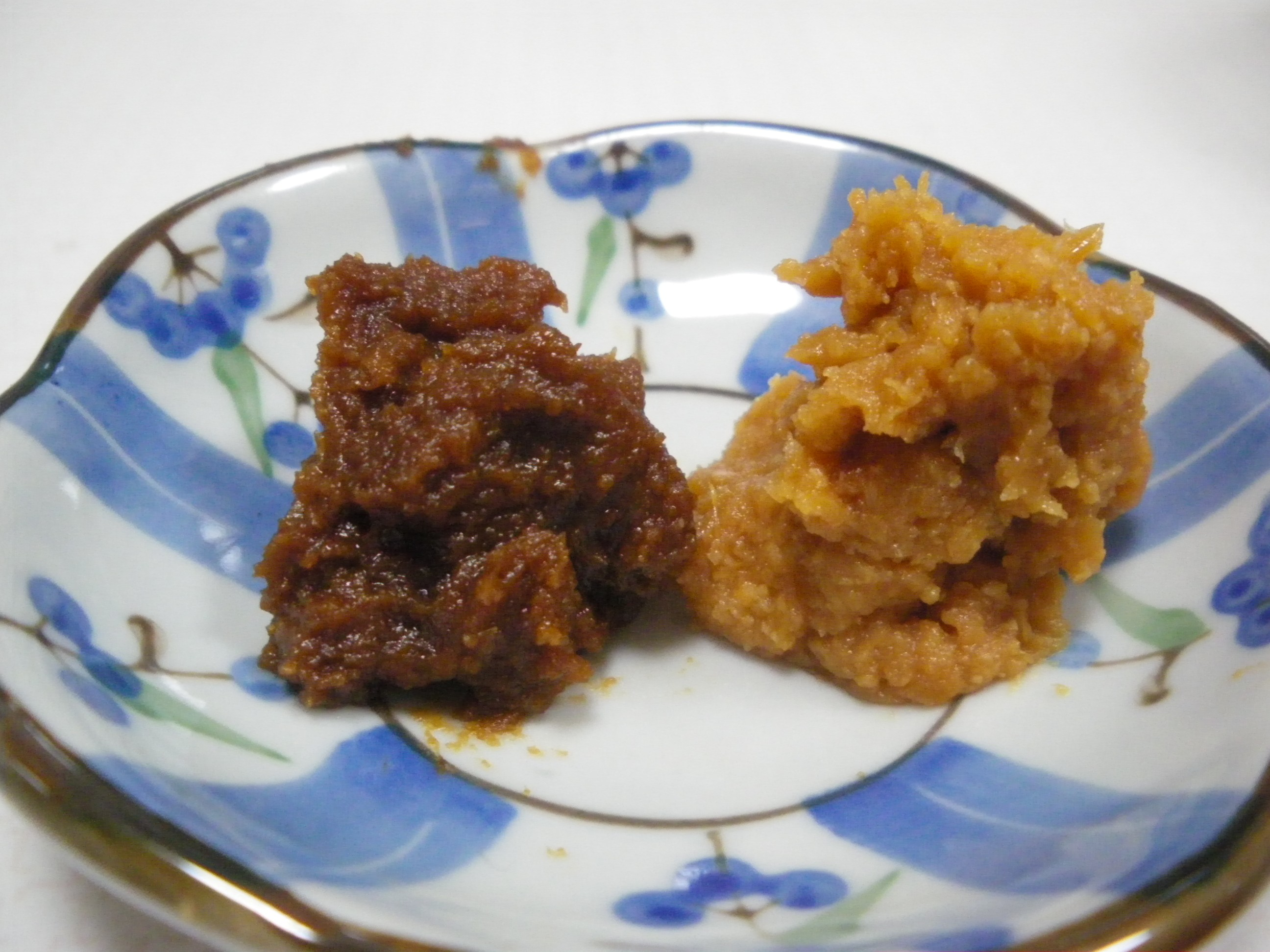
Мисо двух видов

Умами является важным компонентом вкуса кофе (эспрессо и ристретто), многих сыров, соевого соуса, а также неферментированных продуктов — грецкого ореха, брокколи, помидоров, грибов (шиитаке), термически обработанного мяса.
Глутамат натрия (E621, MSG) — наиболее известная вкусовая добавка, широко используется при изготовлении колбас, суповых концентратов. Начало его применения положено в 1908 году Кикунаэ Икэдой. Используют также ИМФ (IMP, инозинат натрия — динатриевую соль инозинмонофосфат, E631) и ГМФ (GMP, гуанилат натрия — динатриевую соль гуанидинмонофосфата, E627). Все эти компоненты встречаются в натуральных продуктах. Для создания гармоничного вкуса используют композиции — смесь MSG, IMP и GMP.
В английском языке равнозначно используются слова umame и umami, но последнее — чаще. В русском языке умами иногда переводят как «мясной вкус». В китайской кухне этому слову соответствует кит. трад. 鮮味, упр. 鲜味, пиньинь xiānwèi, палл. сяньвэй.

## История
Глутаматы давно используются в кулинарии. Ферментированные рыбные соусы (например, древнеримский гарум), богатые глутаматами, использовались до нашей эры. В конце XIX века повар Огюст Эскофье, «король поваров», создавал блюда с сочетанием умами, солёного, кислого, сладкого и горького вкусов, не имея понятия о химической природе этих вкусов.
По поводу того, является ли умами одним из основных вкусов, учёные вели споры с самого открытия его существования Кикунаэ Икэдой в 1908 году. В 1985 году, на Первом международном симпозиуме по умами (Гавайи), термин «умами» был официально утверждён в качестве названия вкуса глутаматов и нуклеотидов. В XXI веке умами повсеместно считается одним из основных вкусов. Умами — вкус глутаминовой кислоты и 5’-рибонуклеотидов, например, монофосфата гуанозина (ГМФ) и инозинмонофосфат (ИМФ).
Вкус умами можно примерно описать как долгоиграющий обволакивающий «мясной» или «бульонный», у слова умами нет перевода — на английском, испанском и французском это понятие также описывается словом «умами». С химической точки зрения, этот вкус — ощущение рецепторами, присутствующими на языке у людей и других животных, карбоксилатного аниона глутаминовой кислоты. Основной эффект умами — подчёркивание и балансирование вкуса блюд. Умами явно усиливает вкусовую привлекательность пищи. Глутаматы легко ионизируются и придают пище основу вкуса умами. ГМФ и ИМФ усиливают интенсивность действия глутаматов.

## Открытие вкуса умами

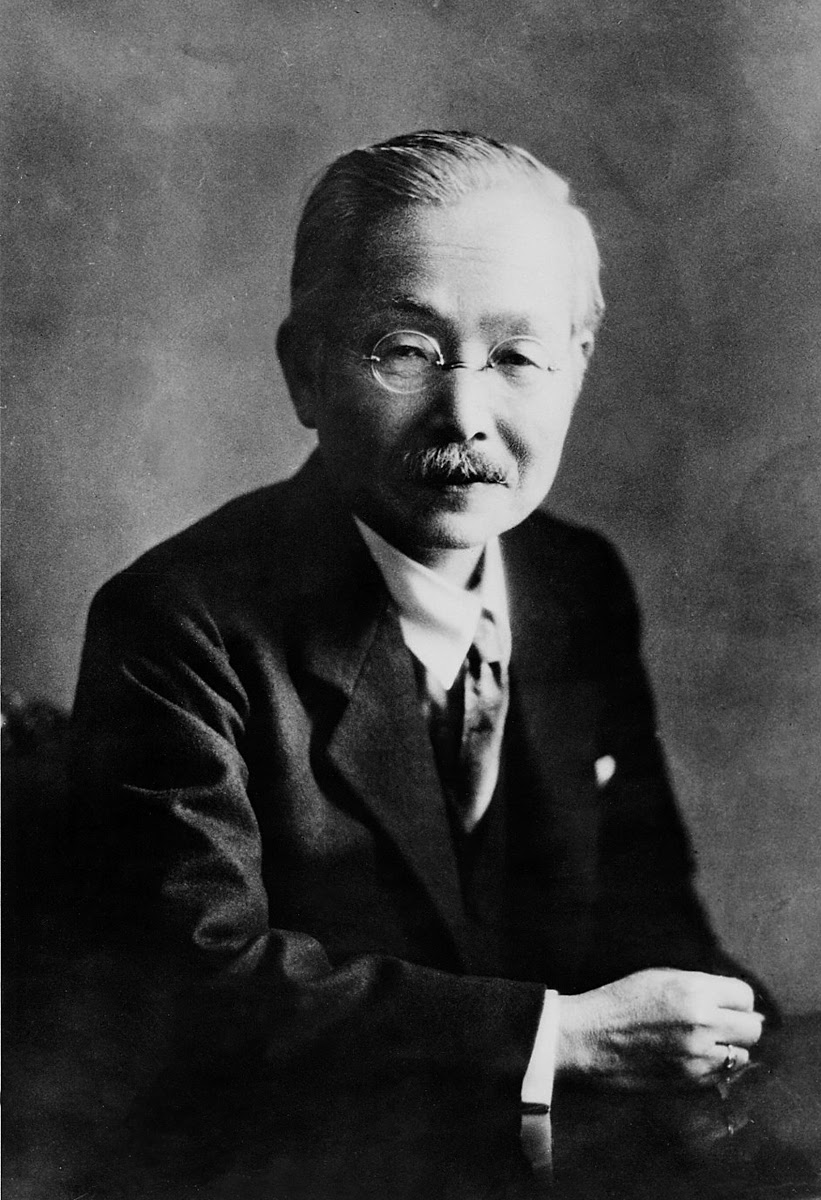
Кикунаэ Икэда

Первым идентифицировал умами химик Кикунаэ Икэда (яп. 池田 菊苗 икэда кикунаэ), профессор Токийского университета, в 1908 году. Он выяснил, что глутаматы являются причиной приятного вкуса бульона из комбу. Икэда обратил внимание на то, что вкус бульона даси отличается от солёного, сладкого, кислого и горького, и назвал новый вкус умами.
Профессор Синтаро Кодама, ученик Икэды, обнаружил вещество со вкусом умами в кацуобуси в 1913 году — это был рибонуклеотид ИМФ. В 1957 году Акира Кунинака узнал, что рибонуклеотид ГМФ, который присутствует в шиитаке, также имеет вкус умами. Одно из наиболее важных открытий Кунинаки — синергическое взаимодействие рибонуклеотидов и глутамата. Когда пища, богатая глутаматом, смешивается с продуктами, содержащими рибонуклеотиды, получившийся вкус оказывается сильнее, чем вкусы составляющих.
Такое взаимодействие умами объясняет многие классические сочетания продуктов, начиная с того, почему японцы готовят бульон даси с водорослью комбу, и заканчивая известными «парными» блюдами: сыр, лук, кабачки и куриный суп; сыр и томаты с грибами.

## Свойства вкуса умами
Умами имеет слабое, но длительное послевкусие, которое сложно описать, оно вызывает слюноотделение и мягкое ощущение на языке, стимулирует горло, нёбо и заднюю часть рта. Сам по себе умами не обладает приятным вкусом, но он делает многие виды пищи вкуснее, особенно в присутствии соответствующего аромата. Тем не менее, как и остальные основные вкусы, за исключением сладости, умами ощущается как вкусный только в небольшой концентрации.
Оптимальность вкуса умами зависит от концентрации соли, при этом малосолёная еда может быть вкусной, если в ней подходящее количество умами. Кроме того, исследования показали, что оценки вкуса, ощущений от еды и солёности были более высокими, если в малосолёном супе присутствовал умами. Пожилым людям умами может помочь бороться с возрастной потерей вкуса. Потеря вкуса может вызывать проблемы в питании, увеличивая риск заболеваний.

## Пища, богатая умами
Многие продукты, которые можно употреблять ежедневно, содержат умами. Образующийся естественным путём глутамат обнаружен в мясе и овощах; инозинат — в мясе, а гуанилат — в овощах. Умами обычно ощущается в продуктах, которые богаты глутаминовой кислотой, ИМФ и ГМФ, особенно в рыбе, морепродуктах (креветки, раки, мидии, устрицы), ветчине, овощах (спелых томатах, пекинской капусте, шпинате, сельдерее), грибах, зелёном чае; а также в сквашенных и ферментированных продуктах: сырах, рыбном и соевом соусах.
Первая для человека пища с умами — грудное молоко, в нём примерно столько же умами, сколько содержится в бульонах.
Между бульонами разных стран имеются отличия: японский даси имеет очень чистый вкус умами, так как в нём нет мяса: глутамат выделяется из комбу (Laminaria japonica), а инозинат — из рыбных хлопьев кацуобуси или мелких сушёных сардин (нибоси). В отличие от него, вкус китайских и западных бульонов более сложный, так как в нём находятся аминооксиды из костей, мяса и овощей.

## Вкусовые рецепторы
Все вкусовые сосочки языка и вкусовые рецепторы рта могут чувствовать умами, это не зависит от их расположения (существует заблуждение о том, что разные части языка чувствуют вкусы по-разному). В результате биохимических исследований были обнаружены рецепторы умами; это модифицированные метаботропные глутаматные рецепторы mGluR4, mGluR1 и вкусовые рецепторы первого типа (T1R1 и T1R3), они находятся во всех вкусовых сосочках. Нью-Йоркская академия наук подтвердила, что признаёт существование этих рецепторов:

Последние исследования в молекулярной биологии выявили вероятных кандидатов на позицию рецепторов умами, в частности, гетеродимер T1R1/T1R3 и усечённые метаботропные глутаматные рецепторы типа 1 и 2, в которых отсутствует большинство N-терминальных внеклеточных доменов (вкусовые mGluR4 и усечённые mGluR1) и mGluR4, расположенный в мозге.
Оригинальный текст (англ.)Recent molecular biological studies have now identified strong candidates for umami receptors, including the heterodimer T1R1/T1R3, and truncated type 1 and 4 metabotropic glutamate receptors missing most of the N-terminal extracellular domain (taste-mGluR4 and truncated-mGluR1) and brain-mGluR4.
— 
Рецепторы mGluR1 и mGluR4 отвечают за глутамат, а T1R1 + T1R3 ответственны за синергетическое взаимодействие, описанное Акирой Куинакой в 1957 году. Тем не менее, конкретная роль каждого типа рецепторов остаётся неясной. Они являются рецепторами, сопряжёнными с G-белком (GPCR) с похожими сигнальными молекулами, включающими бета- и гамма-субъединицы G-белков, PLCb2 и инозитолтрифосфат-опосредованный выброс кальция (Ca2+) из внутриклеточных пулов. Ca2+ активирует селективный катионный транзиторный рецепторный потенциал меластина-5 (TrpM5), в результате чего мембрана деполяризуется и происходит постоянный выброс АТФ и секреция нейромедиаторов, в том числе, серотонина. Клетки, отвечающие на стимуляцию умами, не имеют обычных синапсов, но АТФ передаёт вкусовые сигналы вкусовым нервам и в мозг, который интерпретирует и идентифицирует качество вкуса.